# Chris Dahlquist
Christopher Charles Dahlquist (Fridley, Minnesota, 1962. december 14. –) amerikai     profi jégkorongozó.

## Karrier
Komolyabb karrierjét a Lake Superior State Universityn kezdte 1981-ben. Az egyetemi csapatban 1985-ig játszott. NHL-es drafton nem vett részt. 1985–1986-ban a Pittsburgh Penguinsben kezdte felnőtt pályafutását majd öt mérkőzés után az AHL-es Baltimore Skipjacks találta magát. A következő szezonban már 19 mérkőzést játszhatott a Penguinsben de ismét leküldték a farmcsapatba. 1987–1988-ban már fél idényt játszhatott az NHL-ben és nem kellett alsóbb ligában játszania. A következő szezonban ismét fél szezont tölthetett az NHL-ben de tíz mérkőzésre leküldték az IHL-be mert a Pittsburgh farmcsapata az IHL-be került. 1989–1990-ben már 62 mérkőzésen szerepelhetett a Penguinsben de hat mérkőzésre leküldték az IHL-ben. 1990-ben részt vett Amerikát képviselve a világbajnokságon. Az 1990–1991-es szezon közben átkerült a Minnesota North Stars csapatába. A North Starsszal eljutott a döntőbe de ott pont a volt csapata verte meg őket. A következő idényben is a Minnesotában szerepelt. 1992–1994 között a Calgary Flamesben játszott. 1994–1996 között a Ottawa Senators játékosa volt. 1996-ban az IHL-es Cincinnati Cyclones csapatának tagja volt. 1996–1997-es szezon közben vonult vissza az IHL-es Las Vegas Thunderből.